# Linquet
Le Linquet, également orthographié L'Inquet, est un marché de vieilleries situé autour de la basilique Saint-Sernin de Toulouse. Depuis plusieurs décennies, par analogie au marché parisien, il est appelé « marché aux puces ».